# جاين تريكا
جاين ماري تريكا (مواليد 27 فبراير 1963) هي لاعبة كمال أجسام، وعارضة لياقة بدنية، وممثلة أمريكية.

## حياتها
تعلمت جاين ماري تريكا الجمباز وعددًا من الرياضات الأخرى أثناء فترة دراستها، وقد بدأت تدريبات رفع الأثقال بعد انتقالها إلى جنوب كاليفورنيا في عام 1986.

## الحياة المهنية
بحلول عام 1988، بدأت جاين ماري تريكا تشارك في عروض كمال الأجسام التنافسية. وفي عام 1998، قررت ترك وظيفتها في الخدمة البريدية لتتفرغ تمامًا لمجال اللياقة البدنية، حيث أصبحت مدربة شخصية معتمدة.
ثم انطلقت مسيرتها في التمثيل عام 2000 من خلال مشاركتها في فيلم Scary Movie. ولا تزال حتى اليوم تواصل أداء عروض كمال الأجسام إلى جانب متابعتها لمسيرتها في التمثيل.
واعتبارًا من يونيو 2023، أضافت مجالًا جديدًا إلى مسيرتها المهنية، حيث أصبحت تعمل وسيط عقارات لدى شركة Realty Source California. 

## جوائز
فازت تريكّا بالمركز الأول في بطولة ولاية كاليفورنيا عام 1997 في سن 34، والبطولة الوطنية للناشئين عام 1998،  وبطولة لوس أنجلوس عام 2004. وحصلت على المراكز العشرة الأولى في أكثر من عشرين مسابقة أخرى. ،وظهرت تريكا في العديد من مجلات العضلات/اللياقة البدنية، بما في ذلك Flex ، و MuscleMag International ، و Women's Physique World ، و Iron Man ، و Fighting Females . 

### الأفلام
| سنة      | عنوان                                                  | دور          | ملحوظات         |
| -------- | ------------------------------------------------------ | ------------ | --------------- |
| عام 2000 | فيلم رعب                                               | الآنسة مان   | أول عرض سينمائي |
| 2002     | السحر الأسود                                           | أمن المستشفى |                 |
| 2003     | العُري مطلوب                                            | دارلا        |                 |
| 2003     | الفائض من الذكور والنساء الأمازونيات في الفضاء الخارجي | أمازون       | كما جين تريكة   |
| 2006     | نداء الماشية                                           | بول دايك #2  |                 |

### تلفزيون
| سنة       | عنوان                                | دور     | ملحوظات           |
| --------- | ------------------------------------ | ------- | ----------------- |
|           | عرض درو كاري                         | نفسها   |                   |
| 2003-2004 | من هو صاحب الخط على أية حال؟         | نفسها   |                   |
|           | لا تنسى فرشاة أسنانك                 |         |                   |
|           | برنامج MTV التالي                    | المصارع | الموسم 6 الحلقة 1 |
| 2010      | تيم وإيريك عرض رائع، عمل عظيم!       | جاكي    |                   |
| 2010      | الكرة الكبيرة الجديدة مع نيل هامبرغر | ليندا   |                   |

### فيديوهات موسيقية
| سنة  | أغنية            | فنان              | ملحوظات             |
| ---- | ---------------- | ----------------- | ------------------- |
| 2009 | إنها تجعلني أرقص | تومي سباركس       |                     |
| 2010 | الهاتف           | المطربه سيدة غاغا | إخراج جوناس أكرلوند |

## روابط خارجية
- جاين تريكا في قاعدة بيانات الأفلام على الإنترنت